# Paul Watson – Bekenntnisse eines Öko-Terroristen
Paul Watson – Bekenntnisse eines Öko-Terroristen (Originaltitel: Confessions of an Eco-Terrorist) ist ein Dokumentarfilm des Filmemachers Peter Jay Brown über den Umweltaktivisten Paul Watson und die von diesem gegründete Sea Shepherd Conservation Society (SSCS) aus dem Jahr 2011.

## Inhalt
Peter Jay Brown begann im Jahr 1982 als Kameramann für den Fernsehsender NBC Paul Watson und die SSCS bei ihren Aktionen zu filmen, schloss sich später selbst der Organisation an und wurde schließlich deren Erster Offizier an Bord. Aus seiner Sicht und mit Filmaufnahmen aus drei Jahrzehnten zeigt die Dokumentation einen Rückblick auf die Entwicklung von Watson und seiner Organisation.
Bereits im Alter von zehn Jahren sabotierte Paul Watson in seiner Heimat Biberfallen. Große Berühmtheit erlangte Watson im Jahr 1976, als er zusammen mit Bob Hunter gegen die Jagd auf Sattelrobben demonstrierte und sich beide auf einer Eisscholle vor die Fahrtrinne eines kanadischen Eisbrechers stellten, den sie damit zum Halten zwangen. Dieses Ereignis wird von vielen als der Beginn der modernen Umweltbewegung angesehen. Beide wurden im Laufe der Jahre immer bekannter und inzwischen vergleicht man die beiden bereits mit Henry David Thoreau und John Muir. Hunter wurde Buchautor und in Toronto Nachrichtensprecher für den Fernsehsender Citytv und Moderator der Sendung Hunter's Gatherings für CP24. Watson wurde mit der Zeit immer unzufriedener mit der seiner Meinung nach zu passiven Vorgehensweise der Umweltorganisation Greenpeace, für die er seit 1971 Aktivist war, und gründete 1977 seine eigene Organisation, die später zur Sea Shepherd Conservation Society wurde. Ihre Vorgehensweise bezeichnen sie selbst als „aggressive Gewaltfreiheit“ (aggressive nonviolence) und berufen sich dabei auf Martin Luther King.
1986 gelang es zwei Maschinisten der SSCS im Hafen von Reykjavík zwei Schiffe der isländischen Walfangflotte zu versenken, indem sie deren Seeventile an Bord öffneten. Ein Walfänger sandte der SSCS später ein Video, auf dem die beiden versenkten Schiffe wieder komplett saniert und einsatzbereit zu sehen waren, daneben zwei weitere Walfangschiffe. Daraufhin entschloss man sich, Kurs auf Island zu nehmen und dort alle vier Walfangschiffe im Hafen auf einen Schlag zu rammen. Aber bereits auf Höhe der Neufundlandbank explodierte der Backbordmotor auf dem Schiff und machte ihr Ziel unerreichbar. Durch Zufall stießen sie nun auf eine Flotte illegaler Fangschiffe, welche das kanadische Fangverbot für Kabeljau umgingen. Watson begann mit seinem Schiff deren Fangnetze zu zerstören und Schiffe zu rammen. Obwohl alles tagelang von den kanadischen Behörden beobachtet wurde, wollte kein Politiker die Festnahme von Watson erwirken, da er im Grunde nur die Beachtung kanadischer Gesetze durchsetzte. Erst als alle Fangschiffe von Watson verjagt wurden, kam die kanadische Küstenwache an Bord, schleppte das Schiff ab und nahm Watson in Gewahrsam, um ihn in St. John’s (Neufundland) wegen Rammen eines Schiffes anzuklagen. Nach zwei Wochen wurde Watson freigesprochen und seitdem sendet das Fischereiministerium Patrouillen-Schiffe aus, um illegale Fischer zu vertreiben. Die in den Medien „Kabeljaukrieg“ genannte Kampagne machte Watson zum kanadischen Nationalhelden.
Jedes Jahr im März werden die Eisflächen im ostkanadischen Sankt-Lorenz-Golf von Sattelrobben besucht, wo sie ihren Nachwuchs zur Welt bringen, da das Eis ihnen Schutz vor Haien und Orcas bietet. Nur vor menschlichen Jägern haben sie dort keinen Schutz, also besprühten die Mitglieder der SSCS die Robben mit ungefährlicher Farbe, um ihr Fell nicht mehr kommerziell verwertbar zu machen. Die Organisation war damit so erfolgreich, dass das kanadische Parlament ein Gesetz zum „Schutz“ der Robben erließ (seal protection act), das niemandem erlaubte, sich Robben auf weniger als 800 Meter zu nähern – mit Ausnahme der Jäger, welche die Robben töten.
In Neah Bay erklärte Brown, wie der Atlantik-Grauwal durch die Jagd komplett ausgerottet wurde und die Wale im Pazifik heute ebenso ausgerottet wären, wenn die Internationale Walfangkommission nicht im Jahr 1949 das Töten verboten hätte. Allerdings wurden die Wale 1994 wieder von der Liste gefährdeter Arten genommen.
Im Nordpazifik wird auf die Treibnetzfischerei aufmerksam gemacht. Treibnetze können bis zu 280 km lang sein und werden auch „Vorhänge des Todes“ genannt, da sie alles töten, was sich in ihnen verfängt, und rund die Hälfte der getöteten Tiere (darunter auch Seevögel, Delfine, Tintenfische und Meeresschildkröten) sogenannter Beifang ist, der als „Abfall“ wieder ins Meer geworfen wird. Damit stellt die Treibnetzfischerei das größte ökologische Problem der Meere dar. Treibnetze werden mit einem sogenannten Powerblock wieder eingeholt, der an der Seite eines Schiffes hängt. Die SSCS zerstörte in einer Kampagne die ausgelegten Treibnetze und den Powerblock durch seitliches Vorbeischrammen an den Schiffen. Die davon gemachten Filmaufnahmen fanden ein großes Medieninteresse, in der Folge wurde 1991 ein weltweites Verbot der Treibfangfischerei beschlossen, illegal findet sie allerdings heute noch statt.
Als sich Watson 1994 gerade in Deutschland aufhielt, bekam er eine Einladung zu einer Fernsehdebatte in Norwegen und machte sich mit dem Schiff Whales Forever zusammen mit Journalisten an Bord auf den Weg nach Oslo. Die norwegische Regierung hatte Watson 1992 in Abwesenheit verurteilt, weil sie davon ausging, er hätte zwei im Hafen liegende norwegische Schiffe, die illegal als Walfänger tätig waren, versenkt. Brown stellt klar, dass Watson dafür nicht verantwortlich war. In internationalen Gewässern versuchte das norwegische Kriegsschiff Andenes Watson abzufangen. Die norwegische Marine feuerte zweimal mit ihrer Bordkanone auf das Schiff mit 42 Personen an Bord und ließ vier Wasserbomben vor ihrem Rumpf detonieren. Außerdem versuchten Soldaten der Andenes mit einem großen Tau die Schiffsschrauben der Whales Forever zu blockieren. Dabei wurde aber nur die Ruderanlage so schwer beschädigt, dass sich das Schiff nicht mehr steuern ließ. Als die Andenes schließlich versuchte, der Whales Forever den Weg abzuschneiden, indem sie ihren Bug kreuzte, konnte die Whales Forever wegen ihrer defekten Ruderanlage nicht abdrehen und nicht mehr rechtzeitig zum Stehen kommen. Dadurch rammte die Whales Forever die Andenes an einer kritischen Stelle, was zu Beschädigungen an beiden Schiffen führte. Nach diesem Vorfall gab das Kriegsschiff schließlich auf und kehrte in den Hafen zurück. Laut dem Sprecher der Dokumentation waren beim norwegischen Kriegsschiff Andenes beim Zusammenstoß mehrere tragende Träger durchtrennt wurden.
Als das Meeres-Schutzgebiet der Galápagos-Inseln von illegalen Fischfangflotten geplündert wurde, wurde die SSCS von lokalen Parkrangern um Hilfe gebeten, die Wilderer zu vertreiben. Bei ihrer Anreise trafen sie bereits in der Nähe der Kokos-Insel auf 15 illegale Fangschiffe. Es stellte sich heraus, dass mehrere Boote der illegalen Flotte einem korrupten General der Marine von Ecuador gehörten, und als sie vier Tage später auf den Galápagos ankamen, erwartete sie bereits ein Kriegsschiff des Generals. Der General wollte Watson verhaften lassen, doch als die Marine die Medienvertreter und Kameras an Bord bemerkte, flüchtete sie überstürzt.
Auf den Färöer-Inseln wurde gezeigt, wie ganze Herden von Grindwalen an Land getrieben und von der Bevölkerung getötet wurden. Da es keine Notwendigkeit zur Waljagd gab, die Menschen in Wohlstand leben und das Walfleisch zudem mit Quecksilber belastet ist, wurden sie gefragt, warum sie damit nicht aufhörten. Sie antworteten, es wäre für sie einfach Tradition, Wale zu töten.
Brown stellt abschließend fest, dass in drei Jahrzehnten der Sea Shepherd Conservation Society noch nie ein Mensch bei einer Aktion getötet oder verletzt wurde.

## Hintergrund
- Da der Film aus der Sicht von Peter Jay Brown entstanden ist, stimmt er nicht mit allen Ansichten von Paul Watson überein. So weist Brown im Audiokommentar darauf hin, dass Watson beispielsweise bei Browns Interpretation bezüglich der Proteste gegen die Robbenjagd völlig anderer Meinung war. Brown wiederum konnte mit Watsons Einstellung zum Thema Vegetarismus bzw. Veganismus nichts anfangen.
- Die Erstaufführung des Films war am 2. Februar 2011 auf dem Santa Barbara International Film Festival, am 17. Mai 2011 erfolgte eine Aufführung während der Filmfestspiele von Cannes und in Deutschland wurde er erstmals am 1. Oktober 2011 auf dem Filmfest Hamburg gezeigt, wo Brown und Watson auch anwesend waren.[1][2] In Deutschland kam die Dokumentation am 10. November 2011 in die Kinos, in den USA hatte der Film keine Kinoveröffentlichung. Am 27. Januar 2012 wurde der Film mit einem zusätzlichen Audiokommentar von Peter Jay Brown auf DVD und Blu-Ray veröffentlicht.[3]

## Kritiken
„Dokumentarfilm über den radikalen Umweltaktivisten Paul Watson, der auf eigene Faust als „Öko-Terrorist“ im Namen des Tierschutzes auf den Weltmeeren unterwegs ist. Ohne ihn zum Helden zu stilisieren oder die Augen vor den Schattenseiten seines Einsatzes zu verschließen, begegnet er Watsons Engagement gegen grausames und ausbeuterisches menschliches Verhalten mit deutlicher Sympathie.“

„Brown, der die Shepherds seit 28 Jahren filmt und an Deck unterstützt, hat keine Angst vor Sarkasmus, was noch den schlimmsten Kampf- und Schlachtszenen ein dringend benötigtes Korn Humor verleiht, genau wie auch die betont fröhliche Musik.“

„Ein Dokumentarfilm der Mut und Spaß macht. […] Mit ihren waghalsigen Aktionen machen sie den Job, den eigentlich Küstenwache und Marine tun sollten. Schiffe versenken macht Spaß und der spielt eine große Rolle bei den Sea Shepherds und auch im Film. Bekenntnisse eines Öko-Terroristen ist amüsant, abenteuerlich und aufrüttelnd zugleich. Erfrischend anders, kein Betroffenheitsgejammer, keine leeren Parolen.“

## Deutsche Produktion
Die deutsche Fassung wurde von TV+Synchron Berlin produziert.